# 屠睢
屠睢（？—前214年），秦朝的尉，秦攻百越之战的主将。
约前218年，秦始皇派屠睢率50万秦军分五路进攻岭南和闽越地区的百越族——南越、西瓯、骆越和闽越。秦始皇派史禄率领士兵在湘水和漓水之间修筑了灵渠，保障了秦军的后勤供给。秦军进攻西瓯初时很顺利，杀了西瓯的首领译吁宋。但西瓯的越人不肯屈服，逃入丛林推选出新的将领与秦军对抗。后来还发动夜袭大破秦军，杀死秦军统帅屠睢。前214年，秦始皇派遣任嚣、赵佗率领秦军重新发动攻势，很快击溃了西瓯人的反抗，此时，岭南地区已完全纳入了秦朝的版图。